# مايلز ماكلاجان
مايلز ماكلاجان (بالإنجليزية: Miles Maclagan)‏ مواليد 23 سبتمبر 1974 في زامبيا، هو لاعب كرة مضرب بريطاني سابق بدأ مسيرته كمحترف سنة 1993 وكان يلعب باليد اليمنى. أعلى تصنيف له في الفردي كان المركز الـ 172 في سنة 1995. أعلى تصنيف له في الزوجي كان المركز الـ 200 في سنة 1994.

## روابط خارجية
- مايلز ماكلاجان على موقع رابطة محترفي التنس (الإنجليزية)
- مايلز ماكلاجان على موقع الاتحاد الدولي لكرة المضرب (الإنجليزية)
- مايلز ماكلاجان على موقع كأس ديفيز (الإنجليزية)
- مايلز ماكلاجان على موقع خلاصة التنس.كوم (الإنجليزية)